# موریس گراولین
موریس گراولین (انگلیسی: Maurice Gravelines; ۱۷ ژوئیهٔ ۱۸۹۱ – ۳۱ ژانویهٔ ۱۹۷۳) بازیکن فوتبال اهل فرانسه بود.
از باشگاه‌هایی که در آن بازی کرده‌است می‌توان به اشاره کرد.
وی همچنین در تیم ملی فوتبال فرانسه بازی کرده‌است.